# Władcy Pesaro
Książęta Pesaro
Dynastia Malatesta
- 1294-1304 : Giovanni
- 1304-1306 : Pandolfo I (usunięty)
  - 1306-1320 : do Państwa Kościelnego
- 1320-1326 : Pandolfo I (po raz drugi)
- 1326-1330 : Malatesta II Guastafamiglia (usunięty)
  - 1330-1333 : do Państwa Kościelnego
- 1333-1340 : Malatesta II Guastafamiglia (po raz drugi, usunięty, zm. 1364)
- 1340-1373 : Pandolfo II
- 1373-1385 : Galeotto I
- 1385-1429 : Karol I
- 1429-1432 : Galeotto II Robert ?
- 1432-1445 : Karol II

Dynastia Sforza
- 1445–1473 : Aleksander I
- 1473-1483 : Konstantyn I
- 1483-1500 : Giovanni
  - 1500-1503 : Cezar Borgia
- 1503-1511 : Giovanni
- 1511-1512 : Konstantyn II
  - 1513 : do Księstwa Urbino